# Дисамарийзолото
Дисамарийзолото — бинарное неорганическое соединение
самария и золота
с формулой AuSm2,
кристаллы.

## Получение
- Сплавление стехиометрических количеств чистых веществ:

{\displaystyle {\mathsf {2Sm+Au\ {\xrightarrow {865^{o}C}}\ AuSm_{2}}}}

## Физические свойства
Дисамарийзолото образует кристаллы
ромбической сингонии, пространственная группа P nma, параметры ячейки a = 0,7139 нм, b = 0,4982 нм, c = 0,9157 нм, Z = 4,
структура типа силицида дикобальта Co2Si
.
Соединение образуется по перитектической реакции при температуре 865 °C
.